# Pont Morandi
El pont Morandi (en italià Ponte Morandi) fou un pont atirantat de la ciutat de Gènova, que portava l'autopista A10 sobre el torrent Polcevera i unia per carretera els barris de Sampierdarena i Cornigliano. Es construí de 1963 a 1967 d'acord amb el projecte de l'enginyer Riccardo Morandi, que li donava nom.
El pont tenia una longitud de 1.102 metres, el tauler era a una altura de 45 metres i tenia tres piles de formigó armat que arribaven als 90 metres d'altura. La llum màxima era de 210 metres.
El 14 d'agost de 2018, una secció del pont s'enfonsà, causant almenys trenta morts. El pont havia estat objecte de manteniment durant l'any 2016 i en el moment del col·lapse s'hi estaven realitzant obres.